# 믹트

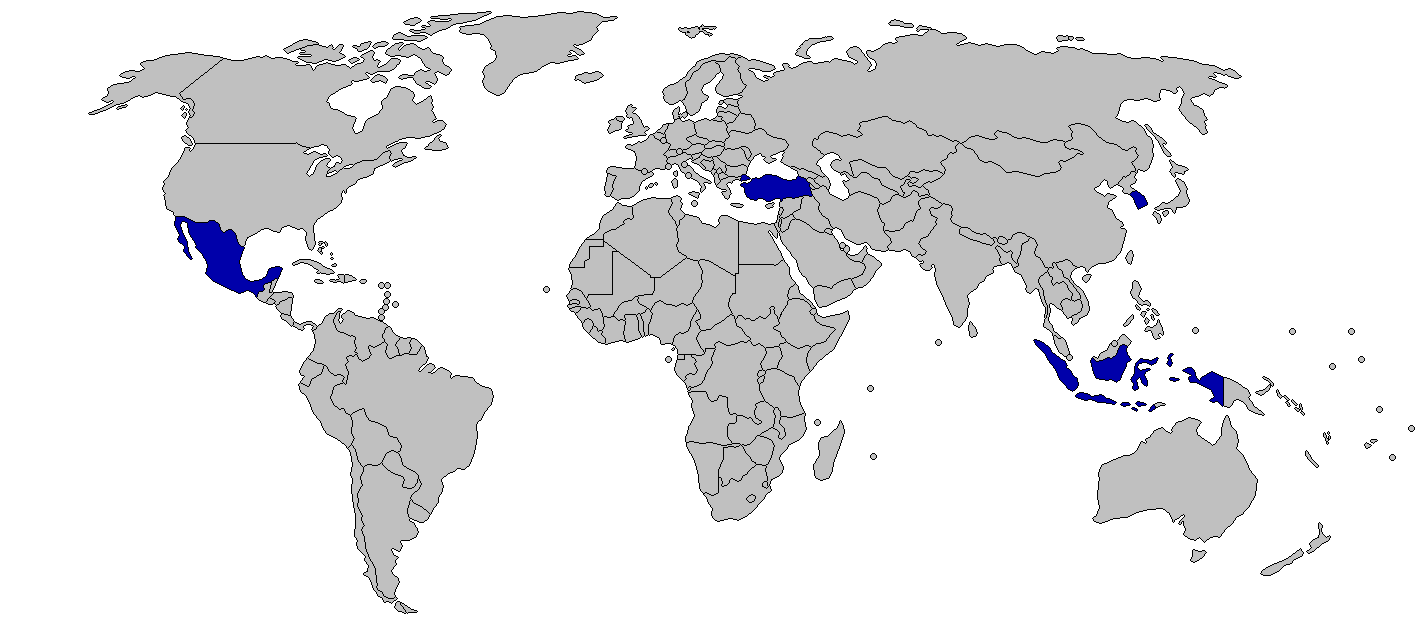
믹트 4개국

믹트(MIKT)는 개발도상국으로 분류되는 국가들인 멕시코(Mexico), 인도네시아(Indonesia), 터키(Turkey)와 선진국인  대한민국(Korea) 4개국의 영어 첫 글자를 따서 만든 신조어로, 짐 오닐 골드만삭스 자산운용회장이 2010년 12월 투자보고서를 통해 2011년 경제 성장 가능성이 큰 성장 국가군(Growth Economies)에 MIKT 4개국을 편입시켜 알려졌다. 원래 짐 오닐은 2005년 보고서에서 브릭스를 계승할 차세대 신흥국가 넥스트 일레븐을 선정한 바 있는데, 넥스트 일레븐에 해당하는 국가는 방글라데시, 이집트, 인도네시아, 이란, 대한민국, 멕시코, 나이지리아, 파키스탄, 필리핀, 터키, 베트남이다.
믹트는 넥스트 일레븐에 선정된 나라 중에서도 경제규모와 영향력이 크고 잠재력이 높은 선진국  대한민국과 개발도상국 멕시코, 인도네시아, 터키 4개국을 따로 추려낸 것으로, 이들 국가는 2011년 경제 성장세에 힘입어 각각 전 세계 국내총생산(GDP)의 1% 이상을 차지할 것으로 예상하고 있으며 이에 따라 주가도 상승할 것으로 보인다. 믹트는 경제 성장 잠재력이 크지만, 경기 순환 주기와 G7 국가의 경제 정책에 좌지우지될 가능성이 크다는 점에서 일반적인 신흥 국가군(Emerging Economies)과는 구별된다.
현재 믹트 각 국가의 상황을 보자면 멕시코는 인구 1억 명, 인도네시아는 인구 2억 명이 넘으며, 두 국가 모두 200만km2에 가까운 영토를 지니고 있어 브릭스 못지 않을 규모의 인구 및 영토 대국인 개발도상국들이다. 대한민국은 제조업을 비롯한 2차 산업 및 IT 산업을 기반으로 MIKTA에서도 가장 큰 경제규모(명목 GDP 기준)와 무역규모를 갖추고 있는 선진 국가이다.
이들은 모두 주요 20개국(G20)의 회원국이며, 인도네시아를 제외한 대한민국, 멕시코, 터키는 경제 협력 개발 기구(OECD)의 회원국이기도 하다. 구매력평가(PPP) 기준 국내총생산은 믹트 4개국 전부 1조달러를 돌파하였으며, 이 중에서 대한민국과 멕시코는 명목 기준 국내총생산에서도 1조달러를 돌파하였다. 심지어 대한민국은 무역규모마저 1조달러를 돌파한 상황이다.

## 경제 지표 및 인간개발지수
2011년 기준 믹트 국가의 인구, 경제 지표 및 인간개발지수는 다음과 같다.
| 국가       | 인구 명     | GDP (PPP) 백만$ | GDP (명목) 백만$ | 1인당 GDP (PPP) $ | 1인당 GDP (명목) $ | 총수출액 백만$ | 총수입액 백만$ | 총무역액 백만$ | 인간개발지수  |
| ---------- | ----------- | --------------- | ---------------- | ----------------- | ------------------ | -------------- | -------------- | -------------- | ------------- |
| 대한민국   | 48,875,000  | 1,556,102       | 1,163,847        | 31,753            | 23,749             | 558,800        | 525,200        | 1,084,000      | 0.898 (17위)  |
| 멕시코     | 112,337,000 | 1,659,016       | 1,185,215        | 15,121            | 10,802             | 336,300        | 341,900        | 678,200        | 0.770 (57위)  |
| 인도네시아 | 237,641,000 | 1,122,638       | 834,335          | 4,668             | 3,469              | 208,900        | 172,100        | 381,000        | 0.617 (124위) |
| 튀르키예   | 73,723,000  | 1,114,629       | 763,096          | 15,321            | 10,576             | 133,000        | 212,200        | 345,200        | 0.699 (92위)  |

## 가입된 국제기구 및 조직
| 국가       | G20 | OECD | DAC |
| ---------- | --- | ---- | --- |
| 대한민국   | ○   | ○    | ○   |
| 멕시코     | ○   | ○    | ×   |
| 인도네시아 | ○   | ×    | ×   |
| 튀르키예   | ○   | ○    | ×   |

## 같이 보기
- 브릭스
- 아시아의 네 마리 용
- 넥스트 일레븐
- G20